# Corsicaans marmerwitje
Het Corsicaans marmerwitje (Euchloe insularis) is een vlindersoort uit de familie van de Pieridae (witjes), onderfamilie Pierinae.
Het Corsicaans marmerwitje komt alleen voor op Corsica en Sardinië. Hij vliegt op hoogtes tot 1300 meter boven zeeniveau.
Euchloe insularis werd in 1861 beschreven door Staudinger.